# نادي أليكانتي
نادي لقنت أو أليكانتي لكرة القدم (بالإسبانية: Alicante Club de Fútbol)‏ نادي كرة قدم إسباني. تأسس النادي في عام 1918 وحُلَّ عام 2014.

## روابط خارجية
- Alicante CF